# Katastrofa lotnicza w Teheranie (2005)
Katastrofa lotnicza w Teheranie – katastrofa irańskiego wojskowego samolotu C-130 Hercules, do której doszło 6 grudnia 2005 r. Maszyna z 94 osobami na pokładzie rozbiła się o 10-piętrowy wieżowiec mieszkalny w stolicy Iranu, Teheranie. W wyniku katastrofy zginęło 106 osób, a około 90 zostało rannych. Wśród ofiar było 47 dziennikarzy, lecących do miasta Bandar-e Abbas obserwować manewry wojskowe, a 12 osób to mieszkańcy wieżowca.

## Katastrofa
Popołudniem 6 grudnia 2005 roku, zabrawszy 84 pasażerów i dziesięcioosobową załogę, samolot wojskowy Lockheed C-130E Hercules Sił Powietrznych Islamskiej Republiki Iranu (IRIAF), rozpoczął rejs z Teheranu do Bandar Abbas. Osiem minut po opuszczeniu portu lotniczego Mehrabad, maszyna z pełnymi zbiornikami paliwa zaczęła mieć problemy z silnikiem nr 4. Pilot zadeklarował chęć powrotu na lotnisko. Podczas powrotu z kierunkiem na pas nr 29 – o godzinie 1410 – samolot wbił się w dziesięciopiętrowy wieżowiec mieszkalny w dzielnicy Azari. W trakcie katastrofy, widoczność w okolicy równała się 1500 m. Wskutek kolizji nastąpiła eksplozja, budynek stanął w płomieniach. Nadal nic nie wiadomo na temat przyczyn katastrofy. 
Służby ratunkowe przybyły na miejsce w ciągu trzech minut. Po katastrofie, spalony i zasłany gruzem teren przed wieżowcem został otoczony kordonem policji, karetek pogotowia. Spośród tłumu gapiów, niektórzy próbowali przedostać się do samego wieżowca. Mało brakowało, a wybuchłyby zamieszki. 
Kilka dni po katastrofie odbyły się uroczyste pogrzeby ofiar katastrofy, podczas której tłumy przemaszerowały ulicami Teheranu, trzymając duże portrety wojskowych członków załogi samolotu.
W jednej ze swoich relacji, telewizja BBC News podała, iż strzegące miejsce siły bezpieczeństwa zaatakowały grupę dziennikarzy i skonfiskowały rolki filmowe.

## Stan techniczny floty sił powietrznych Iranu
Rozbity samolot to Lockheed C-130 Hercules amerykańskiej produkcji. Maszyny tego typu przejęte po obaleniu szacha Mohammeda Rezy Pahlawi w 1979 roku, mimo fatalnego stanu technicznego, nadal użytkowane są przez irańskie siły powietrzne.